# Австрийска награда за художествена литература
„Австрийската награда за художествена литература“ (на немски: Österreichischer Kunstpreis für Literatur) е учредена през 1972 г. като част от държавните награди на република Австрия и се присъжда от Федералното министерство на образованието, изкуството и културата.
Първоначално наименованието ѝ е „Австрийска почетна награда за литература“.

## Носители на наградата (подбор)
- Ерих Фрид (1972)
- Фридерике Майрьокер (1973)
- Илзе Айхингер (1974)
- Герхард Рюм (1976)
- Андреас Окопенко (1977)
- Ернст Яндл (1978)
- Волфганг Бауер (1979)
- Мило Дор (1980)
- Алфред Колерич (1982)
- Елфриде Йелинек (1983)
- Барбара Фришмут, Герт Йонке (1987)
- Герхард Рот (1989)
- Петер Розай (1990)
- Феликс Митерер (1991)
- Йозеф Винклер (1992)
- Михаел Шаранг (1995)
- Марлене Щреерувиц (1996)
- Моника Хелфер (1997)
- Мариане Фриц (1998)
- Ана Митгуч (2000)
- Кристоф Рансмайр (2004)
- Кристоф Вилхелм Айгнер (2006)
- Михаел Кьолмайер (2007)
- Паулус Хохгатерер (2010)
- Роберт Менасе (2012)
- Карл-Маркус Гаус (2013)
- Петер Хениш (2014)